# فرانتیشک شوچیک
فرانتیشک شوچیک (انگلیسی: František Ševčík; ۱۱ ژانویهٔ ۱۹۴۲ – ۲۲ ژوئیهٔ ۲۰۱۷) بازیکن هاکی روی یخ اهل چکسلواکی بود.